# Giovanni Battista De Benedictis
Giovanni Battista De Benedictis lat. «Ioannes Baptista De Benedictis» (Ostuni, 25 janvier 1622, † Rome, 15 mai 1706) est un théologien jésuite napolitain de la fin du XVIIe siècle, connu également sous son pseudonyme de Benedetto Aletino.

## Biographie
Giovanni Battista De Benedictis entra dans la Compagnie de Jésus le 2 février 1658. Il est professeur de philosophie pendant huit ans, puis professeur de philosophie pendant cinq ans, principalement au Collège de Naples, où il est également nommé Préfet des études. Figure importante de la scène académique napolitaine, De Benedictis est confident du Cardinal Giacomo Cantelmo, archevêque de Naples (1691-1702). Il est l'auteur d’une grande «Philosophia peripatetica» publiée en 1688 (et rééditée à Venise, 1723, 1749 ainsi qu’à Valence, Espagne, 1766 – elle contient quatre parties, avec la logique, physique et métaphysique), dans laquelle il s’attaque à la philosophie nouvelle de Descartes et Gassendi, accusés d’atomisme et d’être partisans d’Épicure. Sous le pseudonyme de Aletino, il publie en 1694 des «Lettere apologetiche in difesa della teologia scolastica e della filosofia peripatetica» (1694). Ces Lettres provoquèrent la réplique de plusieurs auteurs napolitains favorables à la philosophie nouvelle, notamment l’avocat Costantino Grimaldi (qui compose trois séries de «Risposte», 1699, 1702, 1703, réimprimées et augmentées ensuite en 1725 sous le nom de «Discussioni», mis à l’Index le 23 septembre 1726). De Benedictis, qui séjourne à Rome à la fin de sa vie, répond par une apologie de ses lettres (1703, 1705). Il prend également part à la controverse soulevée par les «Provinciales» de Pascal, et écrit une défense des casuistes («La scimia del Montalto», Graz, 1698, mis à l’index le 14 septembre 1701 par décret du Saint-Office). Il publie encore plusieurs autres opuscules anonymes, consacrés notamment à la justification des missions en Chine et sur la question de la tolérance dans les rites chinois.

## Œuvres
- Philosophia peripatetica tomis quatuor comprehensa, tomus primus : Logica, Venetiis, Ex Typographia Balleoniana, 1749.
- De Benedetti, Giovanni Battista (alias Benedetto Aletino), Lettere apologetiche in difesa della teologia scolastica e della filosofia peripatetica, Napoli, 1694 ;
- La scimia del Montalto, cioè un libricciuolo intitolato "Apologia in favore de' SS. Padri contra quei, che nelle materie morali fanno dei medesimi poca stima, convinta di falsità da Fr. de Bonis, Graz, 1698.